# Hyazinth Wäckerle

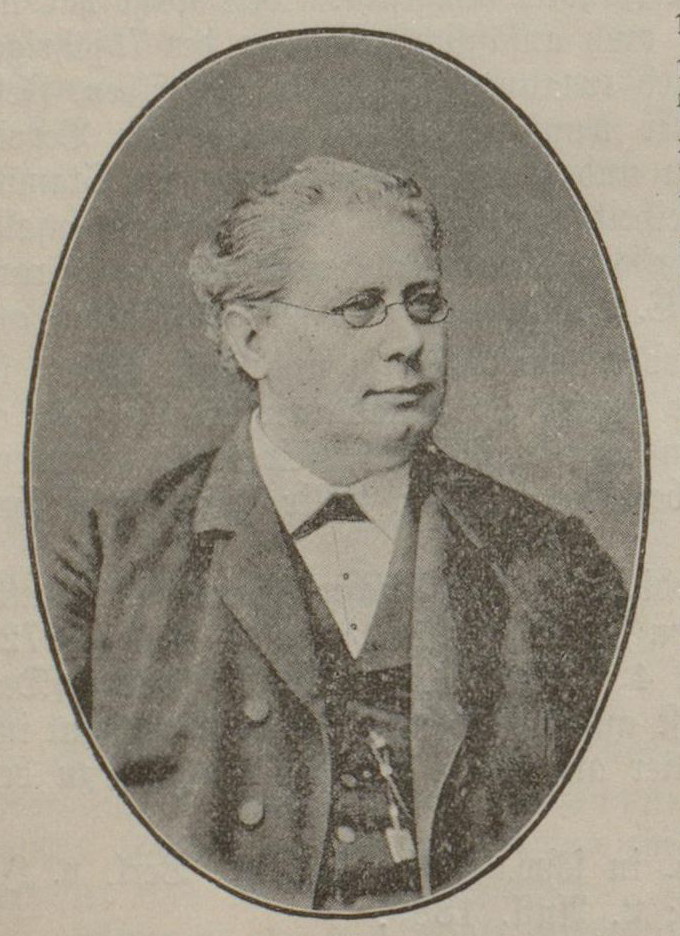
Hyazinth Wäckerle (Joseph Fischer)

Hyazinth Wäckerle, Pseudonym des Joseph Fischer, (* 16. Mai 1836 in Ziemetshausen; † 2. Februar 1896 in Lauingen) war ein deutscher Pädagoge und Mundartdichter. 

## Leben
Fischer war der Sohn der in ärmlichen Verhältnissen lebenden Familie Fischer. Der Vater war Augsburger Bote, seine Mutter die aus Fischach stammende Bauerntochter Viktoria. Joseph besuchte von 1842 bis 1848 die Ziemetshausener Volksschule. Die alleinerziehende Mutter (der Vater war 1843 gestorben) erkannte die Anlagen ihres Sohnes und ermöglichte ihm die Ausbildung zum Lehrer. Fischer ging 1849 zur Vorbereitung auf den Lehrerberuf auf die Präparandenschule nach Schwabmünchen, danach 1853 (nach bestandenem Abschluss) Beginn einer zweijährigen Seminarausbildung am königlichen Schullehrer-Seminar in Lauingen, die 1824 in Dillingen gegründete Lehrerausbildungsstätte wurde 1841 nach Lauingen verlegt.
1855 erhielt er die erste Anstellung als Schulgehilfe in dem Dorf Waltenhofen bei Kempten, wo er neben dem Schulunterricht auch als Organist und Vorsänger arbeitete. Auf Grund seiner außergewöhnlichen Fähigkeiten erfolgte 1858 die Versetzung durch die Augsburger Schulbehörde zurück an das Seminar in Lauingen als „zweiter Hilfslehrer“. 1865 übernahm er die Stelle des Chorregenten und Lehrers in Kaufbeuren; zusätzlich wirkte er als Chorleiter des Liederkranzes Kaufbeuren. Dort heiratete er 1868 die Rosenwirtstochter Anna Philomena Schmid. Von den drei Kindern überlebte nur die Tochter Barbara das Säuglingsalter.
Königs Ludwig II. veranlasste, dass dem ehemaligen Hilfslehrer an der Lauinger Anstalt 1872 dort das Hauptlehramt für deutsche Sprache – neben Stenographie, Musiklehre und Gemeindeschreiberei – übertragen wurde. Dort wurde der Sohn Raimund geboren.
Nach dem Tod seiner Frau 1889 stellte Fischer jede schriftstellerische Tätigkeit ein. Er verstarb 1896 an einem Herzleiden in Lauingen. In Lauingen sowie in Ziemetshausen ist jeweils eine Volksschule nach Hyazinth Wäckerle benannt.

## Wirken
Der größte Teil des Nachlasses von Joseph Fischer wurde Ende des Zweiten Weltkrieges zerstört. Die Daten zu Leben und Wirken liegen verstreut in Archiven. Anlässlich des Gedenktages zum 100. Geburtstag im Jahr 1996 erschien mit der Arbeit von Werner Sacher  eine ausführliche Lebensbeschreibung des Autors, in der seine berufliche Lehrtätigkeit im Spiegel der Zeit geschildert und eine Auswahl aus den wichtigsten Veröffentlichungen des pädagogischen Schriftstellers zu Unterricht und Erziehung präsentiert wurden.
Hyazinth Wäckerle
Unter diesem Pseudonym erschienen Fischers Mundartgedichte. Die ersten Gedichte verfasste er bereits während seiner Ausbildungszeit.
Quintus Fixlein II.
Unter dem Pseudonym Quintus Fixlein II., in Anspielung auf den von Fischer verehrten Jean Paul, veröffentlichte er seine beiden Hauptschriften. In Wohlanständige Reflexionen über Schulen und Lehrer, Erziehung und Unterricht nimmt Fischer zu allen möglichen Fragen und Positionen bezüglich des Schul- und Bildungswesens Stellung, zu allgemeinen geistesgeschichtlichen Dingen wie der Aufklärung, den Weltanschauungen des Liberalismus und Sozialismus, zu der Institution Schule und ihren gesellschaftlichen Verflechtungen (Familie, Elternhaus, Militär, Beruf), zu verschiedenen Schularten und ihren Unterrichts- oder Ausbildungsschwerpunkten, zu der Schulaufsicht und der Lehrerausbildung, zum schulpraktischen Leben des Lehrers und seinem Verhältnis zum Schüler, zu den biologischen und psychisch- geistigen Voraussetzungen der Schüler und der Unterrichtsmethode, zu einzelnen Fachbereichen sowie erziehungsgeschichtlichen und allgemeinen schulpolitischen Themenbereichen. In seiner zweiten Schrift Zur Phraseologie der Volksschulpädagogik setzt sich der Pädagoge kritisch mit den vorherrschenden Auffassungen und Redensarten über Schulen und die Lehrer bzw. den Lehrerstand auseinander.
Joseph Fischer
Unter seinem bürgerlichen Namen Joseph Fischer wurde 1873 eine geschichtliche Abhandlung über das Lauinger Seminar publiziert. Auch die Herausgabe dreier Schulbücher erfolgte unter seinem Namen.

## Werke

### Schriften von Joseph Fischer
- Geschichte des katholischen Schullehrer-Seminars Lauingen. Eine Jubiläumsausgabe für Schüler, Gönner und Freunde der Anstalt. Lauingen 1875 (nach Adolf Layer erstmals publiziert im Jahresbericht von 1873)
- Lehrbuch der Stilistik, Metrik und Poetik. Zum Gebrauche an höheren Lehranstalten und zum Selbstunterrichte. Zweite Auflage. Langensalza 1879 (1. Auflage 1878; 4., umgearbeitete Auflage 1889; 5. Auflage 1892)
- Lehrbuch für den Unterricht in der Geschichte der Deutschen National-Literatur. Zum Gebrauche an höheren Lehranstalten und zum Selbstunterrichte. 2., umgearbeitete Auflage. Langensalza 1880, (1. Auflage 1879; 3., verbesserte Auflage 1888)
- Kindermaskenfeste. Lustige Faschings-Unterhaltungen für Kinder von 4 bis 12 Jahren mit Deklamation, Gesang und Musik. Augsburg 1881
- Kurzgefasstes Lehrbuch der Gemeindeschreiberei. Für Seminaristen und angehende Gemeindeschreiber zusammengestellt. München 1888

### Texte unter Pseudonym Quintus Fixlein II.
- Wohlanständige Reflexionen über Schulen und Lehrer, Erziehung und Unterricht. 1. Auflage. wohl Augsburg 1876, wieder aufgegriffen 1877; umgearbeitete und im Umfang erweiterte 2. Auflage 1880
- Zur Phraseologie der Volksschulpädagogik. Augsburg 1883 (wohl 2. Auflage)
- Kommentare und kleinere Aufsätze. In: Deutscher Schulwart. Herausgegeben und redigiert von Paul Schramm

### Gedichtbände von Hyazinth Wäckerle
- Gau! Stau! Bleiba lau! Gedichte in schwäbischer Mundart von Hyazinth Wäckerle. Augsburg 1875.
- Bis aufs Würzele. Gedichte in schwäbischer Mundart. Sehr umfassende zweite, gänzlich umgearbeitete Auflage des ersten Gedichtbandes. Augsburg 1879.
- Nägelastrauß. Neue Gedichte in schwäbischer Mundart. Augsburg 1881.
- Hans Schindlmayr: Grüaß di Gott, Ländle! Gedichte von Hyazinth Wäckerle. Augsburg 1926.
- Willi Fessler: Grüaß di Gott, Ländle. Gedichte von Hyazinth Wäckerle. Zusammengestellt nach dem Gedichtband von Hans Schindlmayr. Ziemetshausen 1973.
- Adolf Layer: Hei, grüeß di Gott, Ländle! Mundartgedichte. Weißenhorn 1975.
- Anton Weber: Grüaß di Gott, Ländle! Gedichte von Hyazinth Wäckerle. Ziemetshausen 1993.